# Zastava Armenije
Armenska državna zastava (armensko Հայաստանի ազգային դրոշ, latinizirano: Hajastani azgajin droš, znana tudi kot Եռագույն, »trobojnica«) je eden izmed državnih simbolov Republike Armenije. Zastava je pravokotna s tremi enako širokimi vodoravnimi progami: od zgoraj navzdol rdečo, modro in oranžno (pogosto imenovano »marelično«). Razmerje med širino in dolžino je 1:2. Zastavo je 24. avgusta 1990 sprejel vrhovni sovjet Republike Armenije. 15. junija 2006 je Narodna skupščina Armenije sprejela »Zakon o državni zastavi Republike Armenije«.

## Simbolizem
Zakon »O državni zastavi Republike Armenije« ponuja naslednjo razlago barv zastave:
Rdeča barva simbolizira armensko višavje, boj armenskega ljudstva za preživetje, krščansko vero, svobodo in neodvisnost Armenije. Modra barva simbolizira voljo armenskega ljudstva do življenja pod mirnim nebom. Oranžna barva simbolizira nadarjenost in marljivost armenskega ljudstva.

## Odtenki
Leta 2012 je armenski nacionalni inštitut za standarde uradno določil barve zastave:
| Barva   | Pantone | RGB       | CMYK        | Šestnajstiško |
| ------- | ------- | --------- | ----------- | ------------- |
| rdeča   | 485     | 217–0–18  | 0–100–100–0 | #D90012       |
| modra   | 286     | 0–51–160  | 100–80–0–0  | #0033A0       |
| oranžna | 1235    | 242–168–0 | 0–35–100–0  | #F2A800       |

## Zgodovina
Starodavna ljudstva na območju Armenije niso uporabljala zastav, temveč izrezbarjene simbole, pritrjene na drog, s katerim so vojsko vodili v bitke. Po sprejemu krščanstva so različne vladajoče dinastije v Armeniji uporabljale različne zastave, večinoma svoje družinske/dinastične.

### Predlogi v 19. stoletju
- Leta 1885 je na prošnjo združenja armenskih študentov v Parizu armenski duhovnik Gevont Ališan oblikoval trobojnico, na kateri je simboliziral prvo (»rdečo«) in drugo (»zeleno«) velikonočno nedeljo. Tretja barva, bela, ni imela posebnega pomena.[3]
- Kasnejši Ališanov predlog je bila rdeče-zeleno-modra ali rdeče-zeleno-rumena trobojnica. Simbolizirala naj bi mavrico, ki jo je uzrl Noe ob pristanku na gori Ararat.[3][4]

### Prva Republika Armenija (1918–1920)
- Maja 1918 ustanovljena Republika Armenija je uvedla trobojnico, na kateri temelji današnja zastava. Razlikovala se je po razmerju stranic (2:3).
- Pred nameravano uzakonitvijo zastave je bilo predlaganih več alternativnih zasnov. Umetnik Martiros Sarjan je menil, da bi Armencem kot vzhodnjaškemu narodu ustrezala mavrična zastava, ki jo je predlagal v dveh različicah (ok. 1919).[5][6]
- Drugi Sarjanov predlog[6]
- Sarjanov predlog drugačne trobojnice[6]

### Socialistična sovjetska republika Armenija (1920–1922)
- Zastava socialistične Armenije, razglašene 29. novembra 1920. ՀԽՍՀ je kratica imena države (Hajkakan Khorhrdajin Socialistakan Hanrapetutjun)
- Druga zastava SSR Armenije. Uporabljala se je le en mesec od februarja do marca 1922, ko je republika postala del Zakavkaške SFSR (1922–36).

### Armenska sovjetska socialistična republika (1936–1991)
- Leta 1936 po razpadu Zakavkaške SFSR je bila znotraj Sovjetske zveze ustanovljena Armenska SSR.
- Leta 1940 so začetnice na zastavi postale HSSR (Hajkakan Sovetakan Socialistakan Respublika).
- Zastava od leta 1952 do 1990.
- Avgusta 1990 je armenski vrhovni sovjet ob razglasitvi neodvisnosti in preimenovanju države v Republiko Armenijo sprejel današnjo zastavo. Uradno samostojna je Armenija postala leto zatem.

## Podobne zastave
Zastava mednarodno nepriznane Republike Arcah (Gorskokarabaške republike) je temeljila na armenski trobojnici, ki je simbolizirala zgodovinsko in kulturno enotnost z Armenijo. Zastava Arcaha se je od armenske zastave razlikuje po belem vzorcu, ki spominja na ornament s tradicionalnih armenskih preprog.
Zastavo, ki je temeljila na zastavi Armenije, je od leta 1998 do 2011 uporabljal ruski Mjasnikovski rajon v Rostovski oblasti (središče rajona je vas Čaltir). To je bila posledica etnične sestave območja, od katerega je bilo ob začetku tisočletja približno 60 % Armencev.